# Ouled Hellal
Ouled Hellal è un comune dell'Algeria, situato nella provincia di Médéa.